# El Lagartero
El Lagartero es una zona arqueológica de la cultura maya prehispánica localizada sobre un grupo de islas selváticas en los Lagos de Colón del municipio de La Trinitaria en el estado de Chiapas, México. De acuerdo a las investigaciones arqueológicas, el sitio se desarrolló entre los años 300 al 1400 d. C. correspondiente al periodo clásico tardío y el postclásico temprano de Mesoamérica y constituyó un importante centro ceremonial y religioso de la región, sus pobladores eran hablantes de jakalteko-popti'.
El sitio destaca por sus paisajes naturales con abundante vegetación rodeada por lagos y la arquitectura de sus construcciones. El grupo principal se ubica sobre la isla El Limonal y contiene un centro ceremonial conformado por cuatro pirámides escalonadas, el resto de yacimientos entre los que se encuentran altares, calzadas, patios, estructuras de piedra y un juego de pelota se ubican dispersos en las islas que integran la zona.

## Ubicación
Se ubica en el municipio de la Trinitaria en el estado de Chiapas, México al interior de una serie de islas y áreas insulares de los Lagos de Colón y la Ciénega del Lagartero, el centro ceremonial está construido sobre la isla más grande, llamada El Limonal, y lo integra una plaza rodeada por cuatro pirámides.

## Hallazgos
En el sitio se han encontrado numerosos entierros, cerámicas, figuras con representaciones femeninas que muestran los bordados de los huipiles y tocados utilizados por las mujeres de la época, objetos de jadeita, representaciones de animales acuáticos y una estela completa que narra una escena de conquista.